# 阿曼普尔
阿曼普尔（Amanpur），是印度北方邦Etah县的一个城镇。总人口9117（2001年）。

## 人口
该地2001年总人口9117人，其中男性4781人，女性4336人；0—6岁人口1789人，其中男921人，女868人；识字率48.74%，其中男性为56.60%，女性为40.08%。